# بوصة من الماء
بوصة من الماء هي وحدة ضغط لا تتبع النظام الدولي لوحدات القياس. يتم إعطاؤه أيضًا على شكل بوصة من مقياس الماء ، عمود الماء بوصة ، إلخ . أو تُستخدم الوحدات تقليديًا لقياس فروق ضغط معينة مثل اختلافات الضغط الصغيرة عبر فتحة ، أو في خط أنابيب أو عمود ،  أو قبل وبعد الضاغط في وحدة التدفئة والتهوية وتكييف الهواء .
يتم تعريفه على أنه الضغط الذي يمارسه عمود من الماء يبلغ ارتفاعه 1 بوصة في ظروف محددة. عند درجة حرارة 4  درجات مئوية (39.2 درجة فهرنهايت)، يكون للماء النقي أعلى كثافة (1000 كجم/م 3 ). عند درجة الحرارة هذه وبافتراض التسارع القياسي للجاذبية ، فإن 1 بوصة ماء يساوي تقريبًا 249.082 باسكال (0.0361263  رطل لكل بوصة مربعة 
أقدام الماء هي طريقة بديلة لتحديد الضغط على أنه ارتفاع عمود الماء في الوحدات المعتادة في الولايات المتحدة
تساوي2988.968 باسكال 0.4336 رطل لكل بوصة مربعة .